# هاماماتسو الضوئيات
هاماماتسو الضوئيات ( بالإنجليزية : Hamamatsu Photonics ) هي شركة يابانية لصناعة أجهزة الاستشعار البصرية (بما في ذلك الأنابيب المضاعفة ضوئيًا) ومصادر الإضاءة الكهربائية والأجهزة البصرية الأخرى وأدواتها المطبقة للاستخدام العلمي والتقني والطبي.
تأسست الشركة في عام 1953 من قبل هاي شيرو هوريوتشي ، وهوهاماماتسو الضوئيات طالب سابق في كينجيرو تاكاياناغي ، والمعروف باسم أبو التلفزيون الياباني.
ذكر هيرمان سيمون ، مؤلف ومفكر تجاري ألماني بارز ، هاماماتسو في كتابه بعنوان الأبطال الخفيون في القرن الحادي والعشرين: استراتيجيات النجاح لقادة الأسواق العالمية غير المعروفة كمثال على بطل خفي.
تستخدم مستشعرات صور هاماماتسو جهاز اقتران الشحنة في تلسكوب سوبارو التابع للمرصد الفلكي الوطني في اليابان.
تم استخدام أنابيب المضاعف الضوئي من هاماماتسو الضوئيات في منشأة كاشف النيوترينو تجربة سوبر كاميوكاندي في جامعة طوكيو حيث أجرى الحائز على جائزة نوبل 2015 تاكاكي كاجيتا بحثه. قال توم باير, رئيس مجموعة علم الأعصاب في صناعة الضوئيات في مبادرة الضوئيات الوطنية ان هذا الفوز هو إنجاز هائل لكاجيتا وهاماتسو فوتونيكس.
كما ساعدت أجهزة الاستشعار التي صنعتها الشركة في تأكيد وجود بوزون هيغز في البحث الذي أدى إلى جائزة نوبل فيزياء 2013.

## روابط خارجية
- الموقع الرسمي